# Beenenia
Beenenia es un género de insecto coleóptero de la familia Chrysomelidae.

## Especies
- Beenenia scanticola Bezděk, 2012
- Beenenia kabateki Bezděk, 2012